# Stay Awake
«Stay Awake» es una canción de la película de Walt Disney Mary Poppins, compuesta por Richard M. Sherman y Robert B. Sherman.
Es una canción de cuna cantada por Mary Poppins (Julie Andrews) a los niños Jane y Michael. Los niños protestan cuando Mary les dice que es hora de ir a al cama, pero cuando "Stay Awake" es cantada, los niños bostezan y se adormilan. 

## Versiones
La canción ha sido grabada por varios artistas, incluyendo:
- Duke Ellington
- Collin Raye
- Harry Connick Jr
- Louis Prima
- Suzanne Vega
- The Innocence Mission
- Celtic Woman
- Brian Wilson, versionada en su álbum In the Key of Disney
- Hayley Westenra

No figura en la adaptación al musical. 